# Ninodes watanabei
Ninodes watanabei är en fjärilsart som beskrevs av Inoue 1976. Ninodes watanabei ingår i släktet Ninodes och familjen mätare. Inga underarter finns listade i Catalogue of Life.